# 竜王新町
竜王新町（りゅうおうしんまち）は、山梨県甲斐市の大字。旧中巨摩郡竜王町竜王新町。人口は4,338人、世帯数は2,066世帯（2022年5月現在）。面積は1.81km²。

## 地理
甲府盆地の中央、甲斐市の南に位置し、甲斐市龍地・大下条・名取・富竹新田・竜王・下今井が隣接する。
域内を中央本線が横断しており、竜王駅が設置されている。

### 竜王新町の自治会
竜王新町には以下の自治会が置かれている。
- 竜王新町1区
- 竜王新町2区
- 竜王新町3区
- 竜王新町4区
- 竜王新町5区
- 竜王新町6区
- 竜王新町7区

## 歴史
- 2004年（平成16年）9月1日 - 中巨摩郡竜王町が同郡敷島町、北巨摩郡双葉町と合併したことにより[5][6][7]、中巨摩郡竜王町竜王新町から甲斐市竜王新町に変更される[7]。

### 備考
本竜王が武田信玄により免税を許されたことから、徳川治世時に竜王新町への免許拡大を申し立てたところ徳川家康により許可された。このためこの地域は家康信仰を特徴としていた。

## 世帯数と人口
2022年（令和4年）5月現在（甲斐市発表）の世帯数と人口は以下の通りである。
| 大字     | 行政区      | 人口    | 世帯数    |
| -------- | ----------- | ------- | --------- |
| 竜王新町 | 全域        | 4,952人 | 2,358世帯 |
| 竜王新町 | 竜王新町1区 | 1,117人 | 462世帯   |
| 竜王新町 | 竜王新町2区 | 303人   | 138世帯   |
| 竜王新町 | 竜王新町3区 | 1,462人 | 710世帯   |
| 竜王新町 | 竜王新町4区 | 913人   | 454世帯   |
| 竜王新町 | 竜王新町5区 | 575人   | 286世帯   |
| 竜王新町 | 竜王新町6区 | 516人   | 256世帯   |
| 竜王新町 | 竜王新町7区 | 66人    | 52世帯    |

## 教育

### 幼稚園・保育園・こども園
甲斐市立竜王北保育園、英才保育園 かい kids 竜王駅前、クローバー保育園がある。

### 小・中学校の学区
市立小・中学校の学区（校区）は以下の通りである。
| 大字     | 行政区                                | 小学校               | 中学校               |
| -------- | ------------------------------------- | -------------------- | -------------------- |
| 竜王新町 | 竜王新町1区〜竜王新町5区、竜王新町7区 | 甲斐市立竜王北小学校 | 甲斐市立竜王北中学校 |
| 竜王新町 | 竜王新町6区                           | 甲斐市立竜王小学校   | 甲斐市立竜王北中学校 |

## 交通

### 鉄道
- JR東日本中央本線
  - 竜王駅[3]

### 道路

#### 国道
- 国道52号

#### 県道
- 県道25号甲斐中央線（国道52号との重複区間）

### バス
- 甲斐市民バス
  - 竜王〜双葉線
- 南アルプス市コミュニティバス
  - 八田・若草線